# Gånarp
Gånarp är en småort i Tåstarps socken i Ängelholms kommun i Skåne län.

## Bildgalleri

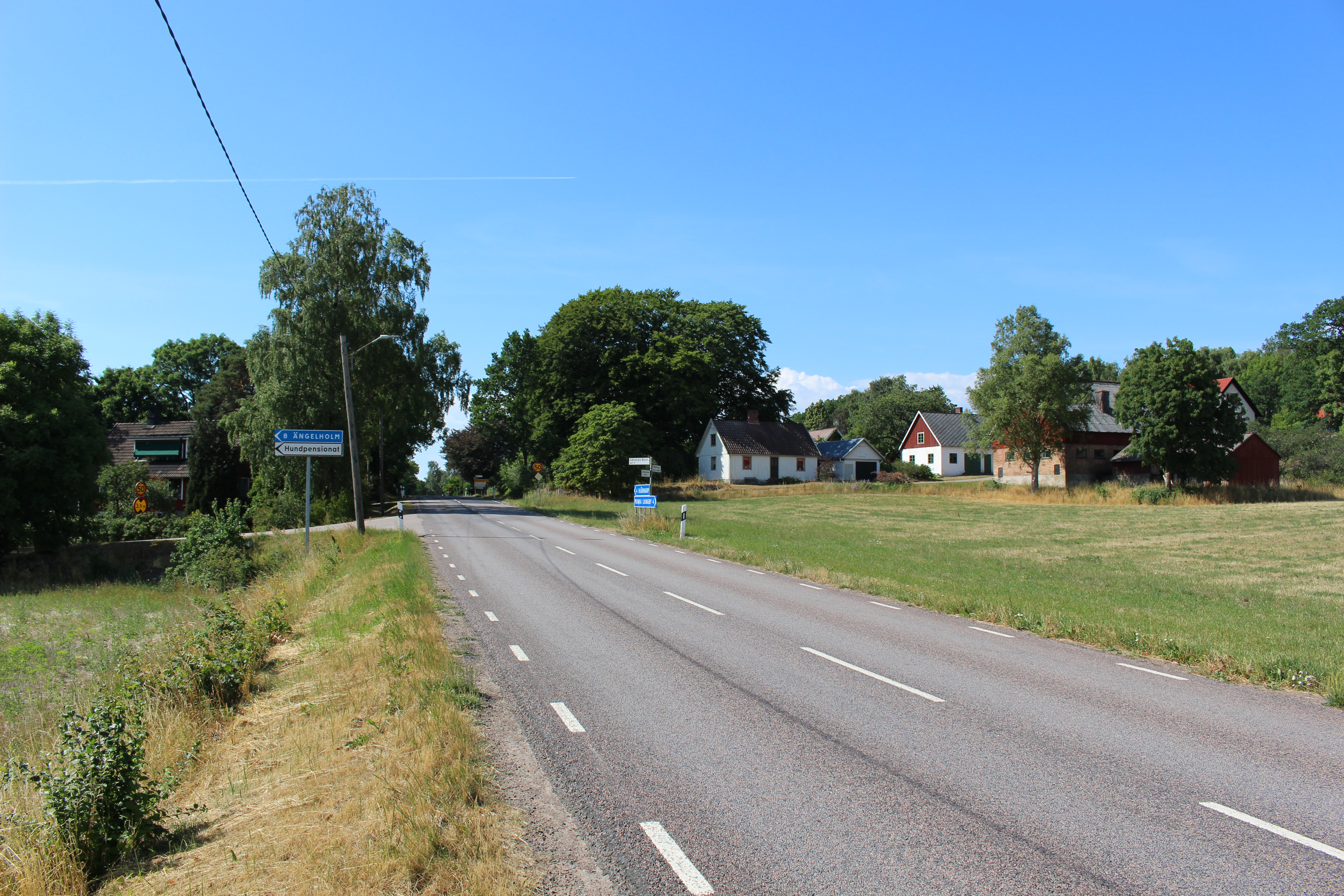
Gånarp från sydost
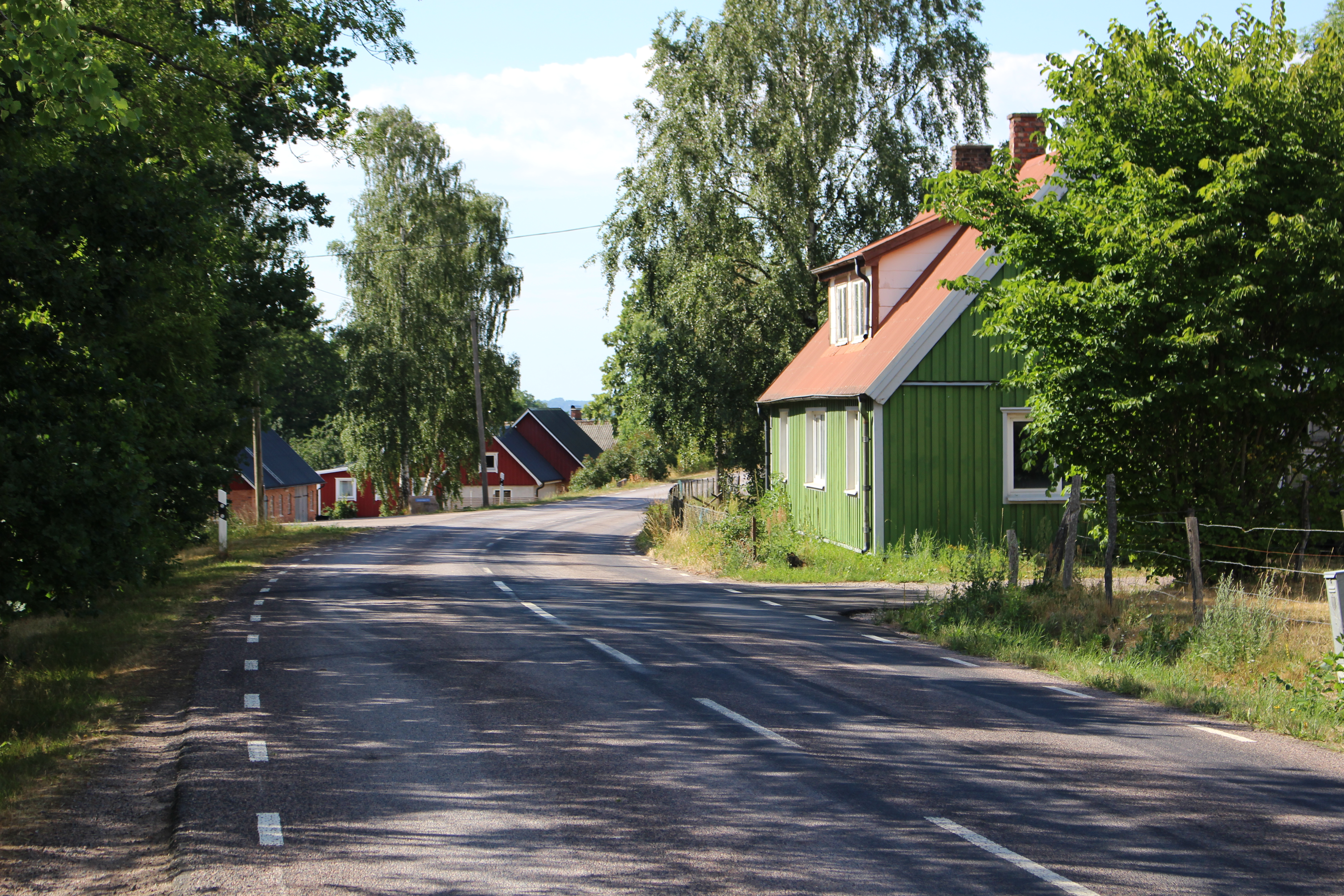
Gånarp mot nordväst